# Ottorino Volonterio
Ottorino Volonterio, švicarski dirkač Formule 1, * 7. december 1917, Švica, † 10. marec 2003, Švica.
Ottorino Volonterio je pokojni švicarski dirkač Formule 1. Debitiral je v sezoni 1954, ko je nastopil le na zadnji dirki sezone za Veliko nagrado Španije, kjer je odstopil. Odstopil je tudi na svoji drugi dirki za Veliko nagrado Nemčije v sezoni 1956. Na zadnji dirki sezoni 1957 za Veliko nagrado Italije pa je dosegel enajsto mesto, kar je njegova edina uvrstitev na dirkah Formule 1, kajti za tem ni nikoli več dirkal v Formuli 1. Umrl je leta 2003.

## Popoln pregled rezultatov
(legenda) (odebeljene dirke pomenijo najboljši štartni položaj, poševne pa najhitrejši krog, †-uvrščen kljub odstopu)
| Leto | Moštvo               | Šasija              | Motor               | 1   | 2   | 3   | 4   | 5   | 6   | 7       | 8      | 9       | Prv | Toč |
| ---- | -------------------- | ------------------- | ------------------- | --- | --- | --- | --- | --- | --- | ------- | ------ | ------- | --- | --- |
| 1954 | Baron de Graffenried | Maserati 250F       | Maserati Straight-6 | ARG | 500 | BEL | FRA | VB  | NEM | ŠVI     | ITA    | ŠPA Ret | -   | 0   |
| 1956 | Ottorino Volonterio  | Maserati A6GCM/250F | Maserati Straight-6 | ARG | MON | 500 | BEL | FRA | VB  | NEM Ret | ITA    |         | -   | 0   |
| 1957 | Ottorino Volonterio  | Maserati 250F       | Maserati Straight-6 | ARG | MON | 500 | FRA | VB  | NEM | PES     | ITA 11 |         | -   | 0   |